# 希維德溫

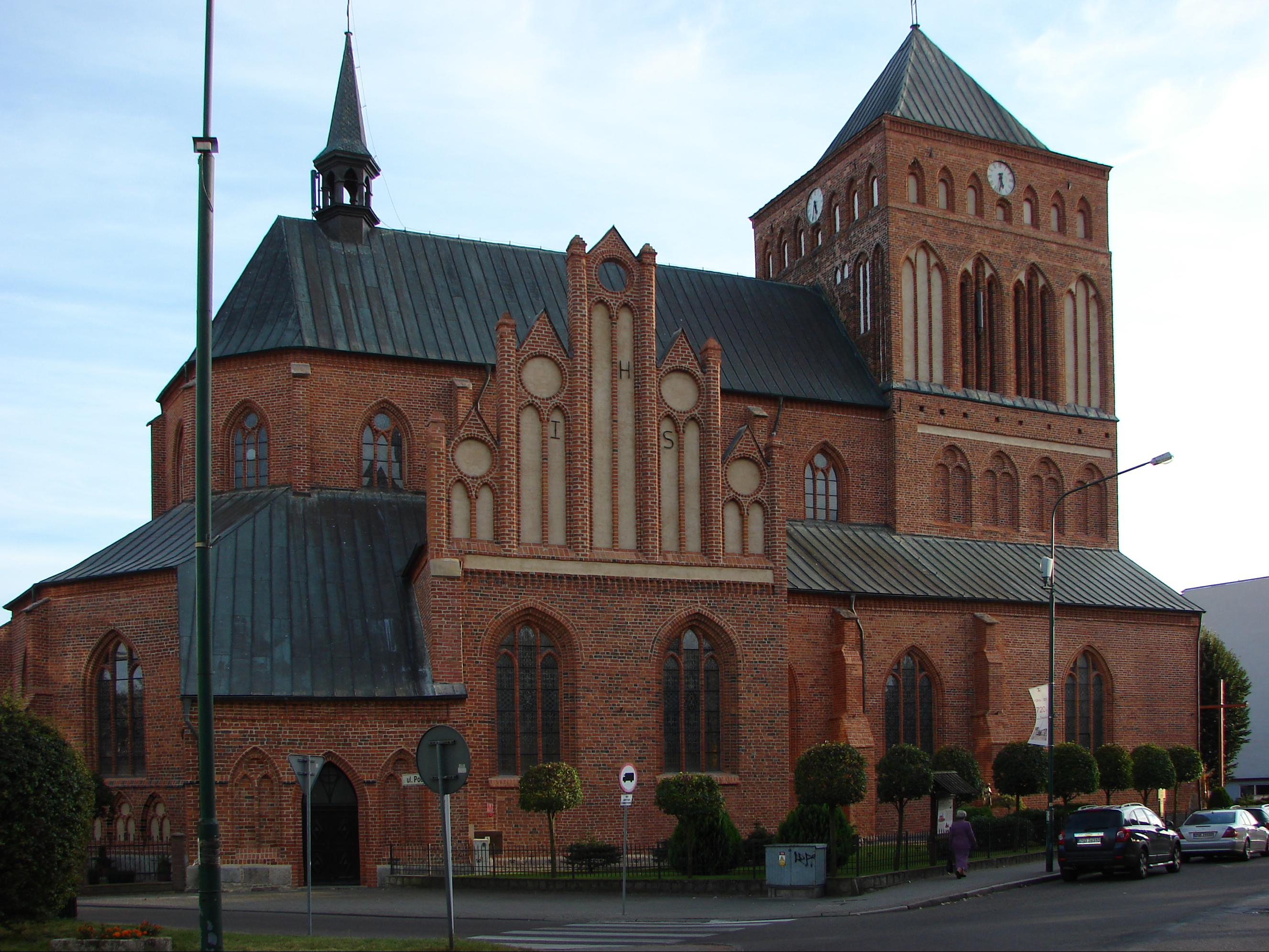
Church of Our Lady of Perpetual Help, built in 1388.

希維德溫（Świdwin）是位於波蘭西北部西波美拉尼亞省的城市。2007年，有人口15,486人。在1975年至1998年期間，屬科沙林省。在歷史上屬條頓騎士團。曾是普魯士的波美拉尼亞省。二戰期間在這裡發生過激烈戰鬥。在戰後改屬波蘭。

## 外部連結
- Municipal website （页面存档备份，存于） （波兰語）
- History of town （波兰語）
- History photo （波兰語）

53°46′N 15°47′E / 53.767°N 15.783°E